# 锦江水库 (仁化)
锦江水库位于中国广东省韶关市仁化县，是一座以防洪、发电为主，兼顾航运的大（二）型水库。水库纵贯丹霞山风景区。
水库工程于1991年1月9日截流，1993年7月8日下闸蓄水，8月10日开始发电。